# Grete Reiner

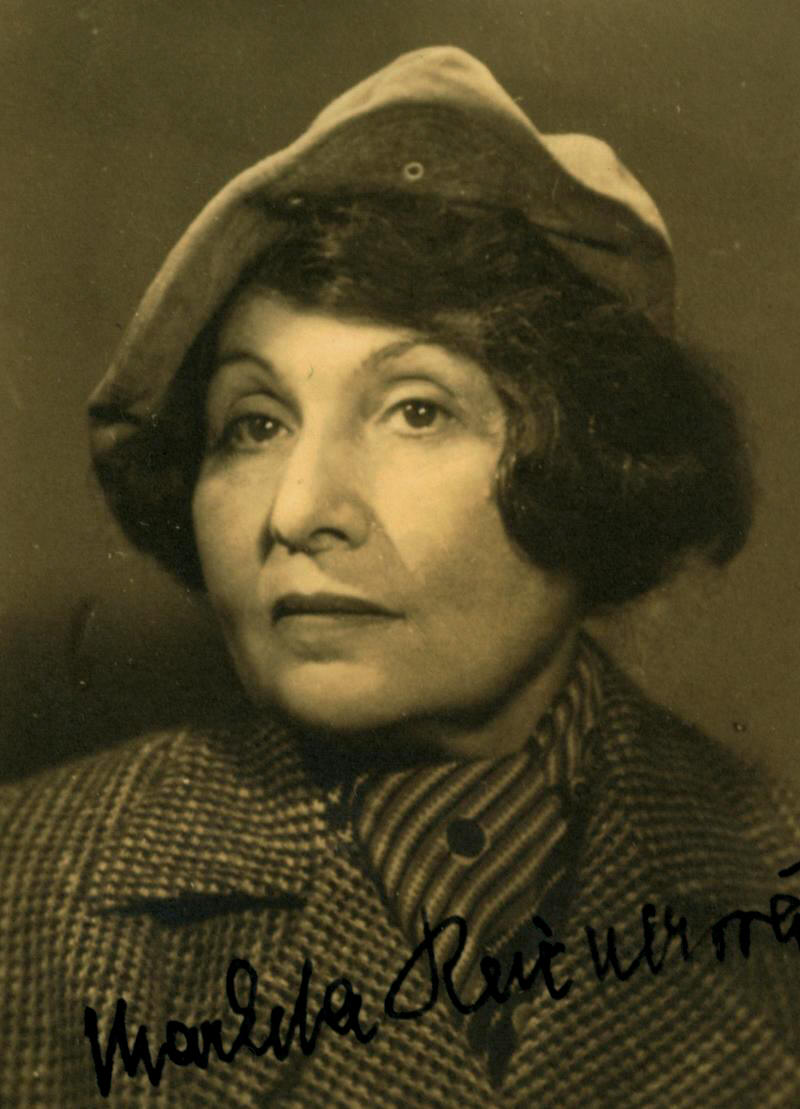
Mit „Markéta Reinerová“ signiertes Foto (1939)

Grete Reiner-Straschnow (geboren als Margarethe oder Margarette Stein 7. Dezember 1891 in Prag, Österreich-Ungarn; gestorben vor 10. März 1944 im KZ Auschwitz) war eine Übersetzerin und Herausgeberin.

## Leben
Grete Reiner war die Tochter des aus Kosova Hora stammenden Rechtsanwalts Moritz Stein und dessen Ehefrau Pauline. Sie hatte drei Geschwister. Grete Reiner wurde vor allem durch ihre 1926 beendete Übertragung des Schwejk von Jaroslav Hašek und Karel Vaněk bekannt. Dieses fragmentarische Buch (1921–1923) ergänzte sie zudem um einige eigene Episoden, die auf Deutsch 2004 in der Tschechischen Bibliothek erschienen. Ab 1936 gab sie die Emigrantenzeitung Deutsche Volkszeitung in Prag heraus, die später von Lenka Reinerová weitergeführt wurde, die mit Reiner nicht verwandt ist.
Reiner heiratete in erster Ehe den Rechtsanwalt Oskar Straschnow, mit dem sie den Sohn Kurt (1911–1999) hatte. Nach der Scheidung im Jahr 1924 heiratete sie den Pressesprecher der österreichischen Botschaft, Karel Reiner (1897–1943, in Auschwitz ermordet).
Am 22. Dezember 1942 wurde Reiner von den deutschen Besatzern im Rahmen der „Endlösung der Judenfrage“ in das KZ Theresienstadt deportiert und von hier am 6. September 1943 ins KZ Auschwitz. Falls sie der Misshandlung nicht schon früher zum Opfer gefallen war, wurde Grete Reiner mit den übrigen Menschen aus dem Transport in der Nacht vom 8. auf den 9. März 1944 vergast.

## Übersetzungen (Auswahl)
- Arne Novák: Das barocke Prag. 1922
- Ivan Olbracht: Im dunkelsten Kerker. (Übers. aus dem Tschechischen). Wieland Verlag, München 1923.
- Arne Novák: Die tschechische Literatur aus der Vogelperspektive. (Übers. aus dem Tschechischen). Flesch, Prag 1923.
- Pierre Frondaie: Der Mann mit dem 100 Ps. (Übersetzung aus dem Französischen). Ullstein, Berlin 1926.
- Karel Elgart-Sokol: Der Zensor. Adolf Synek, Prag 1927.
- Andreas Szilágyi: Demeter der Schweinehirt. 1932
- Jan Klokoč: Aladin. 1934
- Emanuel Vajtauer: Die Träneninsel. E. Prager, Wien 1932.
- Georgij Schilin: Säumiger Tod. Kittl, Leipzig 1936.
- Jaroslav Hašek: Die Abenteuer des braven Soldaten Schwejk. Verschiedene Verlage.
- Jaroslav Hašek: Der Urschwejk und anderes aus dem alten Europa und dem neuen Rußland. Mit Illustrationen von Josef Lada. Synek-Verlag, Prag 1929.
- Jaroslav Hašek: Der Urschwejk und anderes aus dem alten Europa und dem neuen Rußland. Mit einem Essay von Karel Kosík und einem Nachwort von Hans Dieter Zimmermann. Wieser Verlag, Klagenfurt 2021, ISBN 978-3-99029-452-9; DVA, 1999.